# Overboard - Una coppia alla deriva
Overboard - Una coppia alla deriva (Overboard) è un film del 1987 diretto da Garry Marshall.

## Trama
Joanna Stayton è una ricchissima e viziata donna dell'alta società. In vacanza con il marito Grant sul loro lussuoso yacht,  assume il falegname Dean Profitt  perché le costruisca una scarpiera su misura. Joanna è sempre critica sul lavoro dell'uomo e si comporta in modo sgarbato, mentre Dean non è affatto accondiscendente come tutte le persone con cui Joanna ha sempre avuto a che fare, così i due hanno numerosi litigi, che culminano con il rifiuto di Joanna di pagare l'uomo, adducendo una serie di pretesti. La notte stessa però Joanna scivola e cade in mare, viene ritrovata priva di sensi e portata nell'ospedale locale. La donna però ha perso la memoria e quando il marito la rintraccia, capisce di avere l'occasione di sbarazzarsi della moglie e finge di non conoscerla. La foto di Joanna viene mandata in onda nel notiziario locale e Dean la vede, l'uomo decide così di rivalersi sulla donna che lo ha bistrattato con un piano: fingersi suo marito per un mese e costringerla così ad occuparsi della sua casa e dei suoi figli.
Dean infatti è un vedovo con quattro bambini scatenati, due cani e una grande casa fatiscente, che manda avanti alla meno peggio. Anche i figli e l'amico Billy lo aiutano nella messinscena. Joanna, ora chiamata Annie, fatica a adattarsi alla vita familiare con Dean, che non perde occasione per rifilarle dei compiti ingrati. Tra mille alti e bassi, i bambini ma anche Dean si affezionano a Joanna e lei riesce a farsi apprezzare ed amare. Joanna però recupera la memoria e se ne torna infuriata al suo yacht e dal marito, che nel frattempo si era dato alla bella vita con feste e donne. Tornata nel suo ambiente Joanna non sopporta più l'affettazione ed ipocrisia della madre e del marito e si accorge di quanto abbia sempre trattato male i suoi dipendenti della nave. Quando scopre che il marito era andato a trovarla in ospedale non ne può più di lui, mentre dall'altra parte Dean e i bambini (grazie ad un amico di Billy) salgono sulla nave della guardia costiera per raggiungere lo yacht di Joanna. I due così si rincontrano vivendo per sempre felici e contenti.